# Грозелье, Леопольд
Леопольд Грозелье (англ. Leopold Grozelier; 1830—1865) — американский художник французского происхождения; известен как портретист и литограф.

## Биография
Родился в 1830 году во Франции.
Учился живописи в Париже у Бернар-Ромена Жюльена. Приехал в Соединенные Штаты в начале 1850-х годов и работал художником-портретистом в Нью-Йорке в 1852 году, а также художником-литографом в Бостоне с 1854 года (вероятно, до своей смерти в 1865 году). В 1854 году работал на бостонскую литографическую компанию S. W. Chandler & Brother.
В числе самых известных работ Грозелье — «Портретная галерея выдающихся американцев», представляющая собой, как и многие из его портретов, копии с дагеротипов. Работы художника находятся в Музее Гилкриза и Национальной портретной галерее.
В 1855 году Леопольд Грозелье женился на художнице-миниатюристке Саре Питерс.
Умер в 1865 году в США и был похоронен на кладбище Ridgewood Cemetery города Норт-Андовер, штат Массачусетс, где позже рядом с ним была похоронена жена.

Некоторые работы
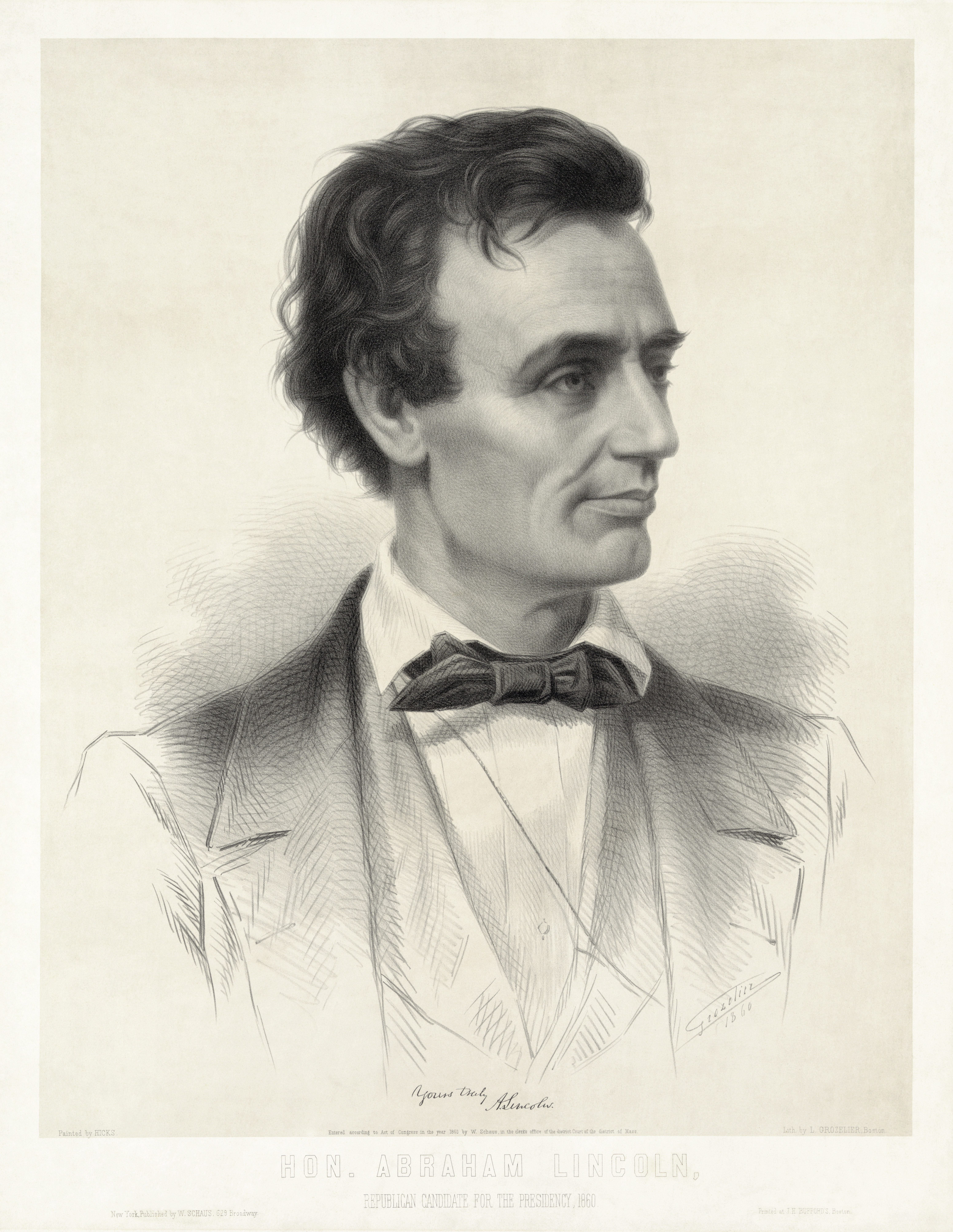
Авраам Линкольн
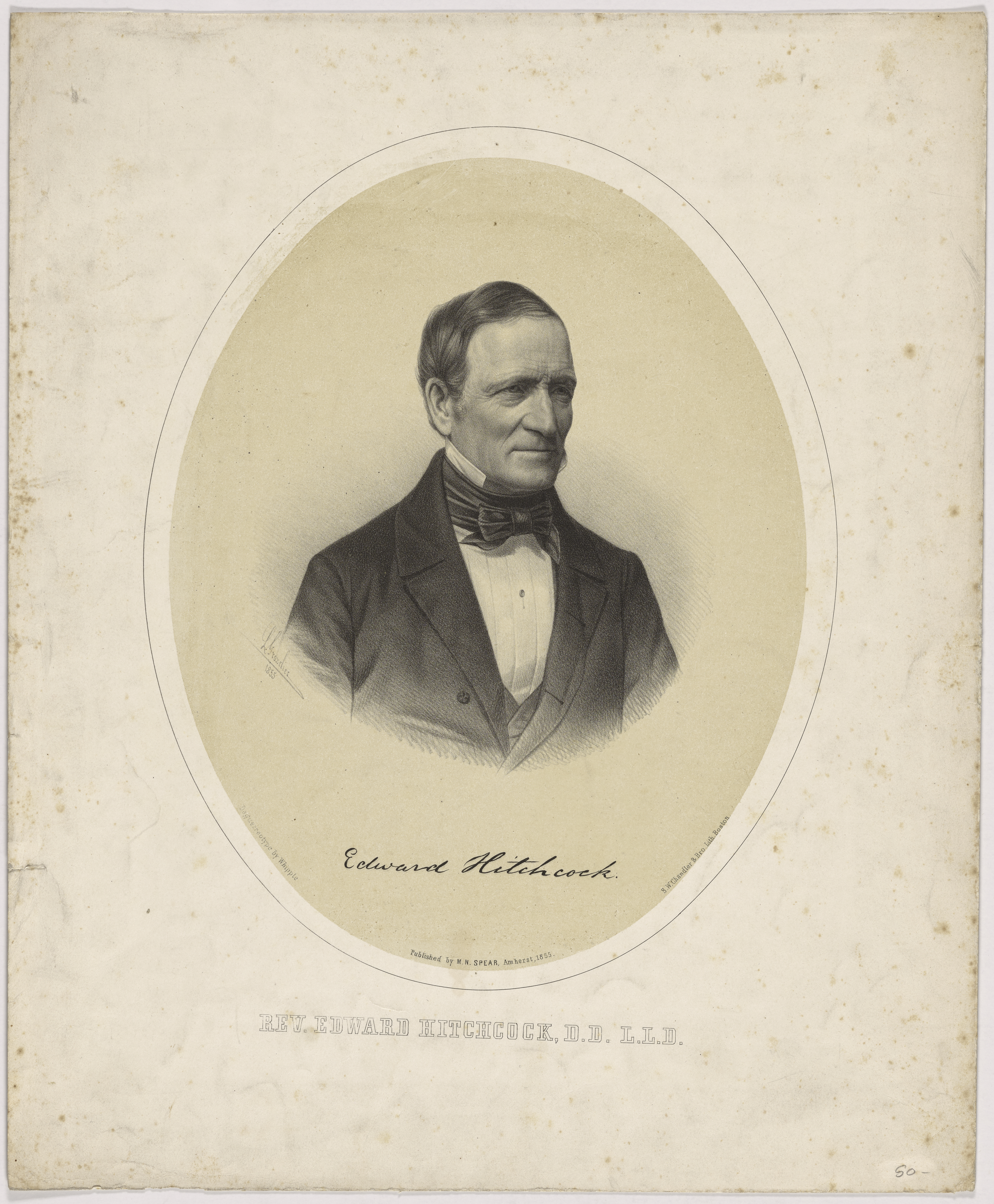
Эдвард Хичкок
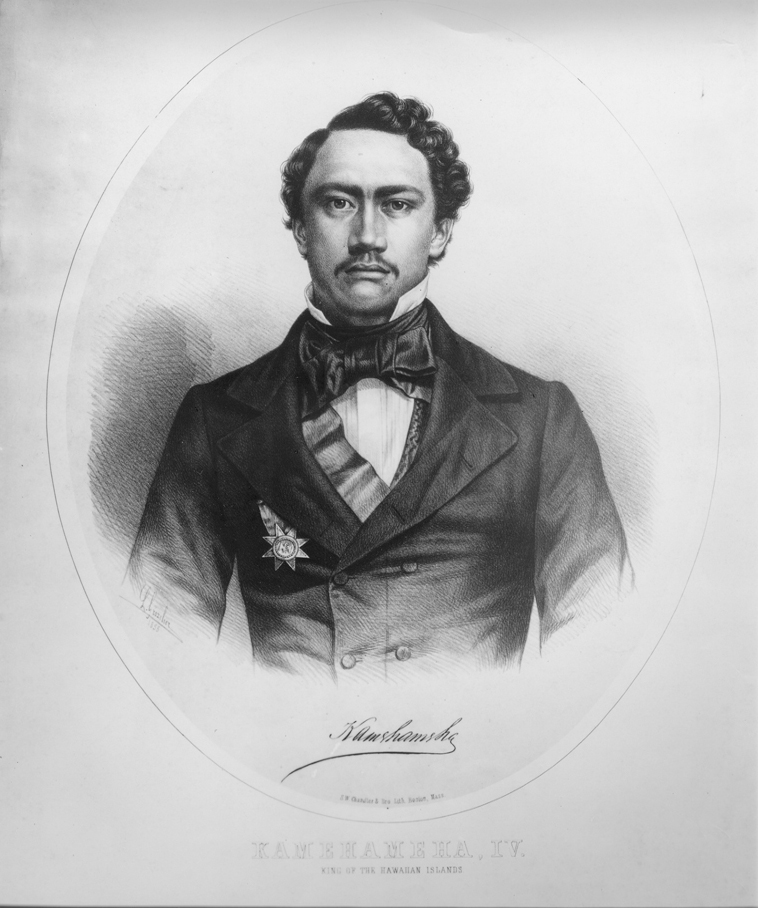
Камехамеха IV